# Florencio Salazar Adame
Florencio Salazar Adame (Chilpancingo de los Bravo, Guerrero; 5 de abril de 1948) es un político mexicano, exmiembro del Partido Acción Nacional y del Partido Revolucionario Institucional, pero que en 2000 renunció a su partido para incorporarse a la campaña del entonces candidato opositor Vicente Fox, quien triunfó en las elecciones y en 2003 lo designó titular de la Secretaría de la Reforma Agraria, posteriormente fue Subsecretario de Población, Migración y Asuntos Religiosos de la Secretaría de Gobernación, hasta el 27 de enero de 2008.

## Biografía
Desempeñó gran parte de su carrera política como miembro del PRI en su estado natal de Guerrero, donde ocupó los cargos de diputado local en dos ocasiones, presidente municipal de Chilpancingo, además diputado federal por el I Distrito Electoral Federal de Guerrero a la LV Legislatura de 1991 a 1994 y secretario general de Gobierno del Estado durante el gobierno de René Juárez Cisneros. El 15 de marzo de 2000 renunció a su cargo y como miembro del Partido Revolucionario Institucional e hizo público su apoyo al entonces candidato opositor Vicente Fox, quien lo designó titular de la Coordinación Nacional de Adhesiones de su campaña.
Al ganar las elecciones y asumir la presidencia, Fox designó a Salazar como Coordinador del Plan Puebla-Panamá, un plan internacional para el desarrollo económico y social del sureste de México y Centroamérica, y en 2003 pasó a ser titular de la Secretaría de la Reforma Agraria, cargo que ocupó hasta el 21 de abril de 2006 cuando renunció para integrarse a la campaña del candidato del Partido Acción Nacional a la presidencia Felipe Calderón Hinojosa como secretario general Adjunto del PAN.
El 7 de mayo de 2008, el presidente Felipe Calderón Hinojosa turnó al Senado de la República el nombramiento de Florencio Salazar Adame como embajador extraordinario y Plenipotenciario de México en la República de Colombia.
Desde el 27 de octubre de 2015 ocupa el cargo de secretario general de Gobierno del Estado de Guerrero, nombrado por el gobernador Héctor Antonio Astudillo Flores.